# The Greyest of Blue Skies
The Greyest of Blue Skies es el tercer álbum de la banda Finger Eleven. La pista "Suffocate" apareció en el Scream 3: La banda sonora del álbum. Las pistas "First Time" y "Drag You Down" cada uno apareció en la película Dragon Ball Z - Super Saiya-jin da Son Goku, mientras que la canción "Stay and Drown" fue en la película La venganza de Cooler de Dragon ball Z. Un concursante de Ídolo 2006 cantó "Sick of It All". El álbum fue certificado Oro en Canadá en junio de 2001.

## Lista de canciones
1. «First Time» (Anderson, Black, Lanni, Rick Jackett) – 4:26
2. «Drag You Down» – 3:21
3. «My Carousel» – 3:43
4. «Sick of It All» – 3:18
5. «For the Ocean» – 2:56
6. «Broken Words» – 3:27
7. «Suffocate» – 3:44
8. «Bones + Joints» (Black, Lanni) – 3:47
9. «Famous» – 4:08
10. «Walking in My Shoes» (Martin Gore) – 3:52
11. «Stay and Drown» (Anderson, Black, Lanni, Sean Anderson) – 4:23

## Personal
- De Scott Anderson - voz
- Sean Anderson - guitarra baja
- Rick Jackett - guitarra
- Rich Beddoe - tambores
- James Black - guitarra
- Arnold Lanni - Productor